# Second Name
Second Name (El segundo nombre) è un film del 2003 diretto da Paco Plaza.
Thriller spagnolo ispirato al romanzo Pact of fathers di Ramsey Campbell, che ruota intorno all'antica setta degli Abramiti.

## Trama
La vita di Daniella Logan, una giovane biologa proveniente da una famiglia agiata, viene sconvolta pochi giorni prima del suo compleanno quando suo padre Theodore si suicida inspiegabilmente. Daniella cerca di comunicare la notizia a sua madre, chiusa da anni in una clinica psichiatrica. Alla notizia, la donna dopo anni in stato catatonico, reagisce al mondo esterno chiamando la figlia col nome Josephine. Di lì a poco, la tomba di Theodore viene profanata e la salma rinvenuta in una discarica, impalata e costretta in posizione di preghiera. Daniella inizia ad indagare e risale al nome di Toby Harris, un losco figuro che era stato con suo padre la sera prima del suicidio. La giovane rinviene in casa di Harris alcune fotografie che la ritraggono, e viene a sapere che l'uomo ha scontato diversi anni in carcere per l'omicidio della moglie, e l'incendio della loro abitazione. Della figlia neonata della coppia, non fu trovata mai alcuna traccia.
Ritenuta in qualche modo responsabile degli eventi dall'ispettore Potts, che si sta occupando del caso, Daniella riesce a mettersi in contatto con Toby Harris, che le racconta un'incredibile storia su suo padre. Harris racconta a Daniella che sua moglie vendette la loro bambina per denaro, cosa che scatenò la sua ira, l'omicidio e l'incendio (cose per le quali comunque Harris si reputa innocente). La cosa più sconvolgente è però che coloro che comprarono la bambina, furono i genitori di Daniella. Come se non bastasse, Daniella viene anche contattata da padre Elias, un prete diabetico, che ha riconosciuto nella profanazione di Theodore Logan il modus operandi degli Abramiti, un'antica setta religiosa che, ispirandosi al sacrificio di Isacco da parte di Abramo, sacrificava a Dio il proprio figlio primogenito. Costoro, di cui secondo padre Elias, farebbe parte anche il padre di Daniella, hanno l'usanza di sacrificare a Dio la vita del proprio primogenito. Daniella trova sepolto nel giardino di casa anche una piccola bara contenente il cadavere di una bambina di nome Josephine.
Quando Daniella chiede spiegazioni alla madre, costei approfittando di un attimo di distrazione si suicida. Il giorno del proprio compleanno, Daniella riceve in dono un mazzo di rose rosse (regalo tradizionale del padre) ed una videocassetta registrata prima della propria morte. L'uomo spiega a Daniella di come lui e la moglie, facessero parte della setta degli abramiti, ed in quanto tali avrebbero dovuto sacrificare il proprio primogenito. Tuttavia la madre di Daniella perse il bambino che portava in grembo pochi giorni prima della nascita, e per non dover passare nuovamente le stesse sofferenze ad un'eventuale seconda gravidanza, comprarono una bambina (la figlia di Toby Harris), e la uccisero per ingannare i confratelli abramiti. Un anno dopo nacque Daniella, che fu salva, in quanto creduta secondogenita dalla setta. Tuttavia appena uscito dal carcere, Toby Harris si era fatto vivo per rivendicare propria figlia (che egli credeva essere Daniella, essendo all'oscuro del sacrificio commesso con la propria figlia naturale), ed avendo intuito che da lì a poco tempo il resto della setta sarebbe venuto a conoscenza della verità, aveva deciso di suicidarsi, per permettere a Daniella di continuare a vivere.
Daniella intuisce però che Simon Hastings, socio di affari del padre e caro amico di famiglia, sia a conoscenza di molto più di quanto abbia fatto credere. Infatti Simon, così come il resto della sua famiglia e gran parte dei suoi amici fanno parte della setta degli abramiti. Daniella giunge presso la loro abitazione giusto in tempo per trovare il cadavere del bambino appena dato alla luce da Chrysteen, figlia di Simon e migliore amica di Daniella. Daniella, che a sua insaputa, era stata sterilizzata in quanto "insulto a Dio", viene fatta credere responsabile della morte del figlio di Chrysteen, e divenuta ormai pazza viene rinchiusa nell'istituto psichiatrico in cui era curata sua madre. Il film si chiude con Toby Harris che credendola sua figlia, si prende cura amorevolmente di Daniella, ormai ridotta in stato catatonico.

### Il sacrificio di Isacco

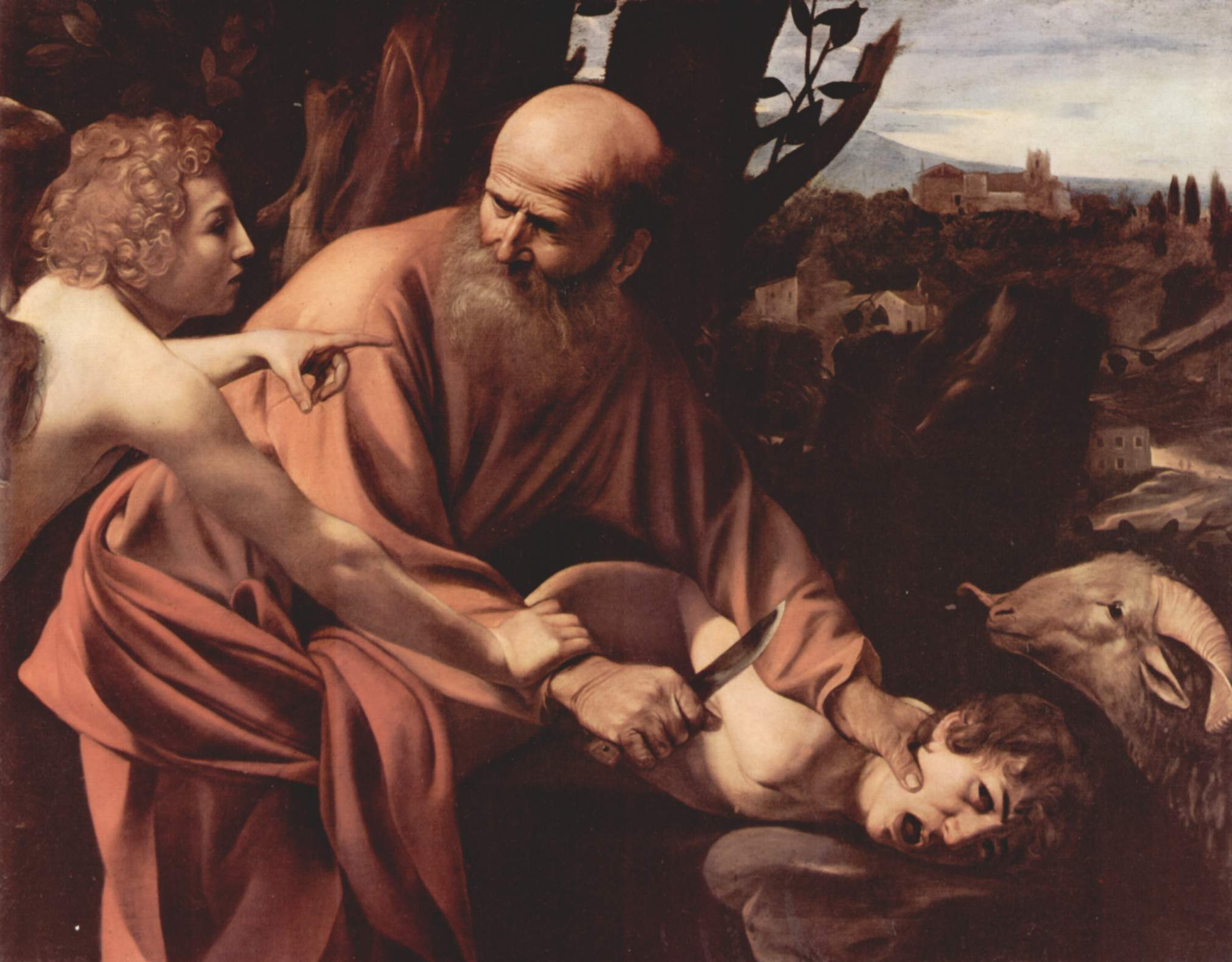
Il sacrificio di Isacco, Caravaggio, Galleria degli Uffizi, 1594-1596.

Nel film Second Name viene data un'interpretazione alternativa della storia di Abramo, dalla quale discende appunto il credo della setta degli Abramiti. Nella storia del film infatti padre Elias spiega a Daniella che nel momento in cui Abramo stava per uccidere suo figlio Isacco, Dio fece scendere al suo fianco un angelo, ma non per risparmiare la vita al figlio, come vuole la trazione, bensì per incoraggiarlo.
Padre Elias rafforza questa teoria, sostenendo che Dio stesso sacrifiò il suo primo figlio Gesù. Nel film tale teoria è spiegata anche tramite l'osservazione del dipinto Il sacrificio di Isacco di Caravaggio. Secondo quanto detto nel film infatti l'angelo accanto ad Abramo sta proprio incoraggiando l'uomo a compiere l'uccisione del figlio.

## Promozione
Slogan:
- «Dio disse ad Abramo "Uccidi tuo figlio"»

## Riconoscimenti
- 2002 - Méliès d'argento